# Глымов, Даурен Жанашевич
Глымов Да́урен Жана́шевич— (род. 7 ноября 1974, Амандык, Тайыншинский район, Северо-Казахстанская область) — казахский  дирижёр, педагог.  Мәдениет қайраткері (2001). Лауреат государственной премии «Дарын» (2006). Заслуженный деятель Казахстана (2013).

## Биография
Родился и вырос в селе Амандык Тайыншинского района Северо-Казахстанской области. В 1999 году окончил факультет дирижирования Казахской национальной консерватории им. Курмангазы по специальности «дирижёр оркестра народных инструментов и преподаватель».  В 2002 окончил ассистентуру в Казахском национальном университете искусств.

## Трудовая деятельность
Трудовую деятельность начал в 1999 году дирижером оркестра народных инструментов Государственной филармонии г.Астана.
С 1999-2003 - Преподаватель кафедры вокальной музыки в Евразийском Национальном Университете им.Л. Н. Гумилёва.
С 2000-2008 - Преподаватель кафедры дирижирования в Казахской Национальной Академии музыки  ныне. (Казахский национальный университет искусств)
С 2002—2009 -  года Художественный руководитель и главный дирижер оркестра народных инструментов Государственной филармонии г.Астана.
С 2007 - (по настоящее время) представитель Ассоциации культуры и традиции при ЮНЕСКО в Казахстане.
С 2008-2017 - старший преподаватель, доцент в Казахском национальном университете искусств.
С 2012 -  (по настоящее время) член Французского Альянса при посольстве Франции в Астане.
С 2014 - (по настоящее время) Художественный руководитель оркестра казахских народных инструментов им.Жубанов, Ахмет Куановича.
С 2018 - профессор в Казахском национальном университете искусств
С 1999-2006 - Провел сольные концерты в рамках Дни культуры Астаны в Турции, Беларуссии, России, Украине.
С 2009 (по настоящее время) Выступал в зарубежных гастрольных концертах в таких странах, как: Франция, Австрия, Сербия, Иордания, Италия, Словения, Бельгия, Люксембург.
С 2007-2019 - Международные фестивали: Индия, Тайвань, Испания, Франция, Малайзия, Сардиния, Корея, Венгрия, Чехия, Словакия, Польша, Индонезия и др.
Являлся членом жюри в Международных конкурсах - им.Курмангазы, “Жубанов коктемі”.
В республиканских конкурсах - “Жубанов коктемі”, “Магжан коктемі”, “Тауелсіздік толгауы”, “Көне Тараз”.

## Награды и премии
- 2001 - Мәдениет қайраткері
- 2004 - обладатель ГРАН-ПРИ Первого Республиканского конкурса дирижеров им.Нургисы Тлендиева.
- 2006 - Государственная молодёжная премия Правительства Республики Казахстан "Дарын"
- 2006 - Включён в Юбилейную книгу "Кто есть кто в Казахстане"
- 2009-2012 - Президентский стипендиат в области культуры.
- 2012 - Обладатель "ЗОЛОТОЙ ПАЛОЧКИ" первого Республиканского конкурса дирижеров им.Мукана Толебаева.
- 2013 - Указом Президента РК награждён почетным званием «Заслуженный деятель Казахстана» (каз. Қазақстан Республикасының Еңбек сіңірген қайраткері)
- 2022 - награждён медалью (Қазақстан Республикасының құрметті азаматы)